# Максим (префект Рима)
Максим (лат. Maximus) — римский политический деятель IV века при Юлиане II.
Был одним из видных сенаторов. Он и сенатор Симмах (отец знаменитого Квинта Аврелия Симмаха) были отправлены послами от римской знати к императору Констанцию II на Восток.
Осенью 361 года, посольство на обратном пути остановилось в Нэссе (совр. Ниш, Сербия), где Флавий Клавдий Юлиан устроил им почетный прием. Максима он назначил префектом Рима в угоду Вулкацию Руфину, так как Максим был сыном его сестры. Аммиан Марцеллин так характеризует время его префектуры: «в правление Максима продовольственное снабжение в Риме было в блестящем состоянии, и прекратились постоянно раздававшиеся жалобы народа».
Префектом он был до 28 января 362.
Его дядями были Вулкаций Руфин и Нераций Цереал, а тетей Галла — мать Констанция Галла, жена Флавия Юлия Констанция.
Имена отца и матери неизвестны. Возможно, был сыном или внуком префекта Рима 319—322 гг. Валерия Максима Василия.
Его имя, вероятно упоминается в одной надписи «Maximus vir clarissimus praefectus urbi iudex sacrarum cognitionum».
Возможно Максим идентифицируется с Максимом — послом от Магненция и Ветраниона в 350 году. Либо с Василием и следовательно, может быть сыном Валерия Максима (консул 327 года).